# Symphonica in Rosso (Paul de Leeuw)
Symphonica in Rosso is de naam van een cd, een dvd en een gecombineerde cd/dvd van de Nederlandse zanger Paul de Leeuw. Alle versies zijn een registratie van de concertreeks Symphonica in Rosso die de zanger in 2007 gaf in het GelreDome te Arnhem.

## Tracklist dvd
1. Ouverture
2. Blijf (Tot de zon je komt halen)
3. Ja, jij
4. 'k Heb je lief
5. Diep in mijn hart (met Adje)
6. Italiaanse medley (met Leontine Borsato)
7. Une belle histoire / Een mooi verhaal (met Alderliefste)
8. Samen zijn (met André Dongelmans)
9. Nooit meer zonder jou (Edsilia Rombley)
10. Boerenlul
11. Opa
12. De grote copyrette
13. Droomland
14. Flink zijn
15. Blijf bij mij
16. Ik wil niet dat je liegt
17. Wat een mooie dag
18. Rood (door Marco Borsato)
19. De vleugels van mijn vlucht
20. De steen
21. Als de morgen is gekomen (Adje)
22. Zonder jou (met Simone Kleinsma)
23. De mallemolen (met Humphrey Campbell)
24. Vlieg met me mee
25. Voorbij
26. Mr. Blue (met René Klijn)
27. Improvisatie medley
28. Dat wat overblijft

## Tracklist cd
1. Blijf (tot de zon je komt halen)
2. 'k Heb je lief
3. Diep in mijn hart
4. Italiaanse medley
5. Opa
6. De grote copyrette
7. Droomland
8. Flink zijn
9. Blijf bij mij
10. Ik wil niet dat je liegt
11. Wat een mooie dag
12. De vleugels van mijn vlucht
13. De steen
14. Zonder jou
15. De mallemolen
16. Vlieg met me mee
17. Voorbij
18. Mr. Blue
19. Dat wat overblijft

## Hitnotering
| "Symphonica in Rosso" in de Nederlandse Album Top 100 - binnen: 8 december 2007 | "Symphonica in Rosso" in de Nederlandse Album Top 100 - binnen: 8 december 2007 | "Symphonica in Rosso" in de Nederlandse Album Top 100 - binnen: 8 december 2007 | "Symphonica in Rosso" in de Nederlandse Album Top 100 - binnen: 8 december 2007 | "Symphonica in Rosso" in de Nederlandse Album Top 100 - binnen: 8 december 2007 | "Symphonica in Rosso" in de Nederlandse Album Top 100 - binnen: 8 december 2007 | "Symphonica in Rosso" in de Nederlandse Album Top 100 - binnen: 8 december 2007 | "Symphonica in Rosso" in de Nederlandse Album Top 100 - binnen: 8 december 2007 | "Symphonica in Rosso" in de Nederlandse Album Top 100 - binnen: 8 december 2007 | "Symphonica in Rosso" in de Nederlandse Album Top 100 - binnen: 8 december 2007 | "Symphonica in Rosso" in de Nederlandse Album Top 100 - binnen: 8 december 2007 | "Symphonica in Rosso" in de Nederlandse Album Top 100 - binnen: 8 december 2007 | "Symphonica in Rosso" in de Nederlandse Album Top 100 - binnen: 8 december 2007 | "Symphonica in Rosso" in de Nederlandse Album Top 100 - binnen: 8 december 2007 | "Symphonica in Rosso" in de Nederlandse Album Top 100 - binnen: 8 december 2007 | "Symphonica in Rosso" in de Nederlandse Album Top 100 - binnen: 8 december 2007 | "Symphonica in Rosso" in de Nederlandse Album Top 100 - binnen: 8 december 2007 | "Symphonica in Rosso" in de Nederlandse Album Top 100 - binnen: 8 december 2007 | "Symphonica in Rosso" in de Nederlandse Album Top 100 - binnen: 8 december 2007 | "Symphonica in Rosso" in de Nederlandse Album Top 100 - binnen: 8 december 2007 | "Symphonica in Rosso" in de Nederlandse Album Top 100 - binnen: 8 december 2007 | "Symphonica in Rosso" in de Nederlandse Album Top 100 - binnen: 8 december 2007 | "Symphonica in Rosso" in de Nederlandse Album Top 100 - binnen: 8 december 2007 | "Symphonica in Rosso" in de Nederlandse Album Top 100 - binnen: 8 december 2007 | "Symphonica in Rosso" in de Nederlandse Album Top 100 - binnen: 8 december 2007 | "Symphonica in Rosso" in de Nederlandse Album Top 100 - binnen: 8 december 2007 | "Symphonica in Rosso" in de Nederlandse Album Top 100 - binnen: 8 december 2007 | "Symphonica in Rosso" in de Nederlandse Album Top 100 - binnen: 8 december 2007 | "Symphonica in Rosso" in de Nederlandse Album Top 100 - binnen: 8 december 2007 | "Symphonica in Rosso" in de Nederlandse Album Top 100 - binnen: 8 december 2007 | "Symphonica in Rosso" in de Nederlandse Album Top 100 - binnen: 8 december 2007 | "Symphonica in Rosso" in de Nederlandse Album Top 100 - binnen: 8 december 2007 | "Symphonica in Rosso" in de Nederlandse Album Top 100 - binnen: 8 december 2007 |
| Week                                                                            | 1                                                                               | 2                                                                               | 3                                                                               | 4                                                                               | 5                                                                               | 6                                                                               | 7                                                                               | 8                                                                               | 9                                                                               | 10                                                                              | 11                                                                              | 12                                                                              | 13                                                                              | 14                                                                              | 15                                                                              | 16                                                                              | 17                                                                              | 18                                                                              | 19                                                                              | 20                                                                              | 21                                                                              | 22                                                                              | 23                                                                              | 24                                                                              | 25                                                                              | 26                                                                              | 27                                                                              | 28                                                                              | 29                                                                              | 30                                                                              | 31                                                                              | 32                                                                              |
| ------------------------------------------------------------------------------- | ------------------------------------------------------------------------------- | ------------------------------------------------------------------------------- | ------------------------------------------------------------------------------- | ------------------------------------------------------------------------------- | ------------------------------------------------------------------------------- | ------------------------------------------------------------------------------- | ------------------------------------------------------------------------------- | ------------------------------------------------------------------------------- | ------------------------------------------------------------------------------- | ------------------------------------------------------------------------------- | ------------------------------------------------------------------------------- | ------------------------------------------------------------------------------- | ------------------------------------------------------------------------------- | ------------------------------------------------------------------------------- | ------------------------------------------------------------------------------- | ------------------------------------------------------------------------------- | ------------------------------------------------------------------------------- | ------------------------------------------------------------------------------- | ------------------------------------------------------------------------------- | ------------------------------------------------------------------------------- | ------------------------------------------------------------------------------- | ------------------------------------------------------------------------------- | ------------------------------------------------------------------------------- | ------------------------------------------------------------------------------- | ------------------------------------------------------------------------------- | ------------------------------------------------------------------------------- | ------------------------------------------------------------------------------- | ------------------------------------------------------------------------------- | ------------------------------------------------------------------------------- | ------------------------------------------------------------------------------- | ------------------------------------------------------------------------------- | ------------------------------------------------------------------------------- |
| Nummer                                                                          | 1                                                                               | 1                                                                               | 1                                                                               | 1                                                                               | 1                                                                               | 1                                                                               | 3                                                                               | 4                                                                               | 5                                                                               | 6                                                                               | 6                                                                               | 10                                                                              | 10                                                                              | 13                                                                              | 16                                                                              | 21                                                                              | 20                                                                              | 22                                                                              | 32                                                                              | 34                                                                              | 41                                                                              | 27                                                                              | 23                                                                              | 23                                                                              | 40                                                                              | 45                                                                              | 39                                                                              | 23                                                                              | 24                                                                              | 53                                                                              | 56                                                                              | 62                                                                              |
| Week                                                                            | 33                                                                              | 34                                                                              | 35                                                                              | 36                                                                              | 37                                                                              | 38                                                                              | 39                                                                              | 40                                                                              | 41                                                                              | 42                                                                              | 43                                                                              | 44                                                                              | 45                                                                              | 46                                                                              | 47                                                                              |                                                                                 | 48                                                                              |                                                                                 | 49                                                                              | 50                                                                              | 51                                                                              | 52                                                                              | 53                                                                              | 54                                                                              | 55                                                                              | 56                                                                              | 57                                                                              | 58                                                                              | 59                                                                              | 60                                                                              | 61                                                                              |                                                                                 |
| Nummer                                                                          | 57                                                                              | 61                                                                              | 74                                                                              | 61                                                                              | 59                                                                              | 77                                                                              | 52                                                                              | 44                                                                              | 37                                                                              | 48                                                                              | 56                                                                              | 75                                                                              | 59                                                                              | 77                                                                              | 78                                                                              | uit                                                                             | 89                                                                              | uit                                                                             | 77                                                                              | 59                                                                              | 21                                                                              | 25                                                                              | 31                                                                              | 29                                                                              | 33                                                                              | 47                                                                              | 51                                                                              | 60                                                                              | 82                                                                              | 88                                                                              | 85                                                                              | uit                                                                             |